# Shillingstone
Shillingstone – wieś i civil parish w Anglii, w hrabstwie Dorset, w dystrykcie (unitary authority) Dorset. Leży 26 km na północny wschód od miasta Dorchester i 163 km na południowy zachód od Londynu. W 2011 roku civil parish liczyła 1170 mieszkańców.